# Rudniki (Sokołów)
Pour les articles homonymes, voir Rudniki.
Rudniki  [rudˈniki] est un village polonais de la gmina de Repki dans le powiat de Sokołów et dans la voïvodie de Mazovie, au centre-est de la Pologne.
Il est situé à environ 12 kilomètres à l'est de Repki, 21 kilomètres à l'est de Sokołów Podlaski et à 108 kilomètres à l'est de Varsovie.